# Pastinaca zozimoides
Pastinaca zozimoides är en flockblommig växtart som beskrevs av Edward Fenzl. Pastinaca zozimoides ingår i släktet palsternackor, och familjen flockblommiga växter. Inga underarter finns listade i Catalogue of Life.